# 21ji Made no Cinderella

Coperta 21ji Made no Cinderella

"21ji Made no Cinderella" (２１時までのシンデレラ?) - (Cenușăreasa până la ora 21:00) este al 8-lea single al trupei Berryz Kobo. A fost lansat pe 3 august 2005, iar DVD-ul Single V pe 17 august. Acesta a fost ultimul single al Maiha cu Berryz Kobo.

## Track List

### CD
1. 21ji Made no Cinderella (２１時までのシンデレラ) 
2. Himitsu no U.ta.hi.me (秘密のウ・タ・ヒ・メ - O cântăreață secretă) 
3. 21ji Made no Cinderella (Instrumental) (２１時までのシンデレラ （Instrumental))

### Single V
1. 21ji Made no Cinderella (２１時までのシンデレラ) 
2. 21ji Made no Cinderella (Dance Shot Version) (２１時までのシンデレラ （Dance Shot Version）) 
3. Making Of (メイキング映像)

## Credite
1. 21ji Made no Cinderella (２１時までのシンデレラ) 
- Versuri: Tsunku (つんく)
- Compoziție: Tsunku(つんく)
- Aranjare: Konishi Takao (小西貴雄)

2. Himitsu no U.ta.hi.me (秘密のウ・タ・ヒ・メ) 
- Versuri: Tsunku (つんく)
- Compoziție: Tsunku (つんく)
- Aranjare: Hashimoto Yukari (橋本由香利)

## Interpretări în concerte
- 2005nen Natsu W & Berryz Koubou Concert Tour "HIGH SCORE!"
- Berryz Koubou Live Tour 2005 Aki ~Switch ON!~
- Berryz Koubou Concert Tour 2006 Haru ~Nyoki Nyoki Champion!~
- Berryz Koubou Summer Concert Tour 2006 "Natsu Natsu! ~Anata wo Suki ni Naru Sangenzoku~"
- Berryz Koubou Concert Tour 2007 Natsu ~Welcome! Berryz Kyuuden~
- Berryz Koubou Concert Tour 2008 Aki ~Berikore!~